# Caso Morgan

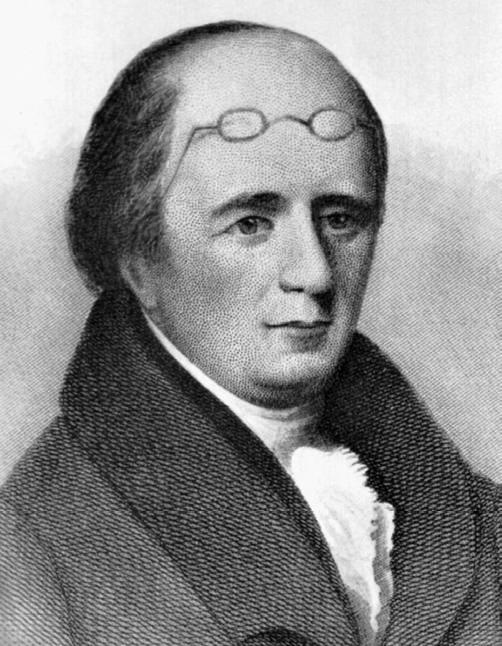
William Morgan

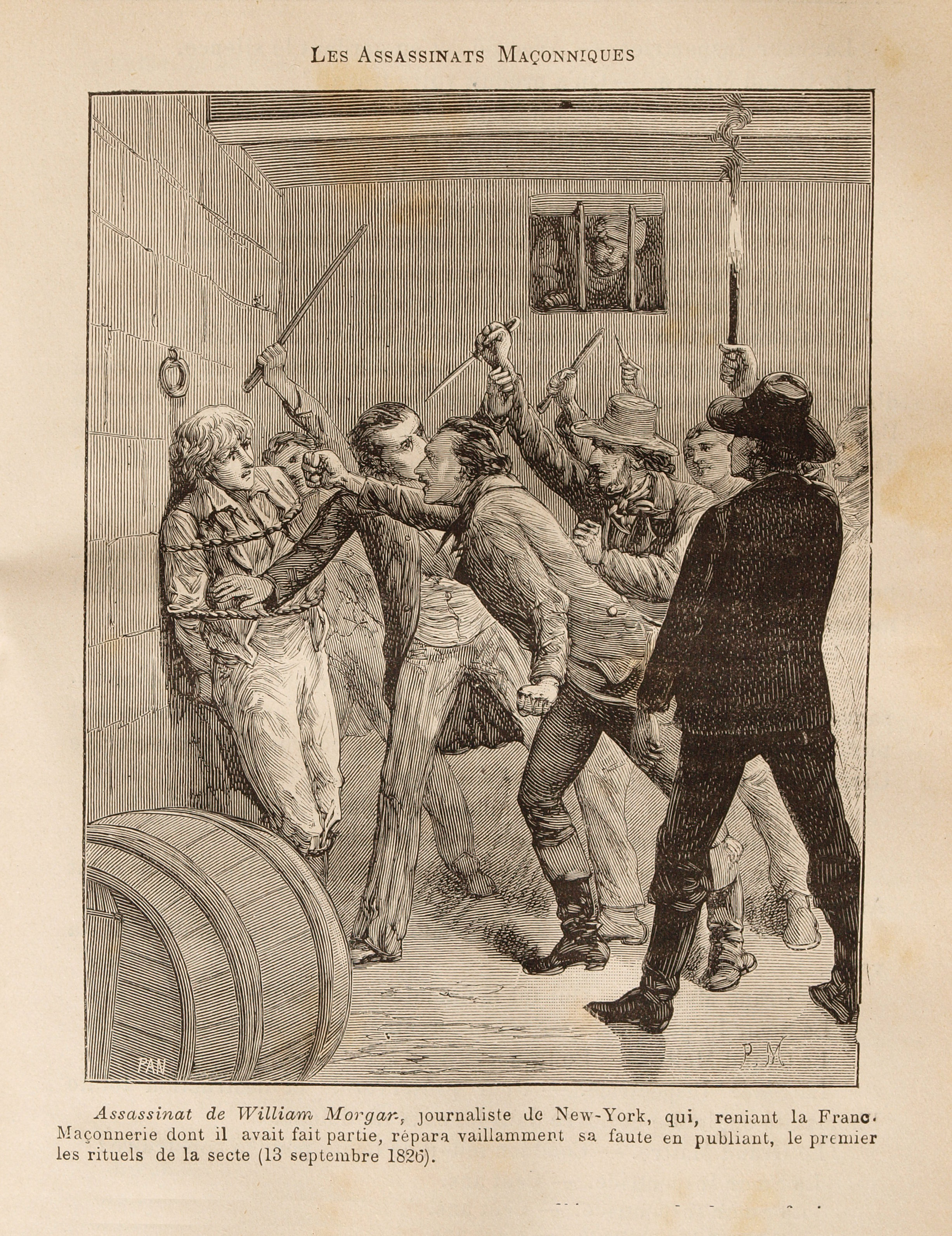
O assassinato de William Morgan, desenhado por Pierre Méjanel

Caso Morgan foi um suposto crime perpetrado por maçons contra William Morgan, em 1826, em Batávia, norte de Nova Iorque, porque ele teria intenção de revelar os segredos da Maçonaria, conhecidos ao tempo em que fora membro.

## Biografia
William Morgan (que se auto-denominava Capitão), que tinha supostamente pertencido a uma Loja maçônica anunciou a publicação de um livro Freemasonry Exposed, com os segredos maçônicos, provocando indignação entre os maçons. O livro foi publicado por um movimento antimaçónico, denominado Partido Anti-maçónico ("Anti-Masonic Party"); três meses mais tarde, alguns maçons cometem o gravíssimo erro de sequestrá-lo.
Mais tarde, é acusado de estelionato e, no caminho da prisão, perto das Cataratas do Niágara, desaparece, sendo a Maçonaria acusada de sua morte. Uma versão diz que os raptores afogaram Morgan no rio Niágara. Outra diz que ele escapou, atravessou a fronteira e viveu o resto da vida no Canadá ou que a Maçonaria haveria dado dinheiro para ele sumir e nunca mais aparecer. A opinião pública ficou indignada contra a Maçonaria e as Lojas esvaziaram. O número de lojas em Nova Iorque caiu de 480 em 1825 a 75 apenas dez anos mais tarde. Foi só quando o país começou a se preocupar com a Guerra Civil que os maçons voltaram a ganhar popularidade. (Cf. História da Maçonaria).

## Ligações exteriores
História da Maçonaria
Morgan Affair in Masonic Service Association, from MIT
Morgan Affair and Anti-masonic movement, from MIT
Os construtores de Templo